# Hohenberg (Wasgau)
Der Hohenberg ist ein 551,9 m ü. NHN hoher Berg des Pfälzerwaldes. Er liegt bei Annweiler am Trifels im rheinland-pfälzischen Landkreis Südliche Weinstraße. Auf dem Berg befinden sich der Aussichtsturm Hohenbergturm, eine Schutzhütte, zwei Startrampen für Drachenflieger und ein Startplatz für Gleitschirmflieger.

## Geographie

### Lage
Der Hohenberg erhebt sich im Naturpark Pfälzerwald. Er liegt in den Gemeindegebieten Annweiler am Trifels im Westen und Norden und Albersweiler im Nordosten, die beide von der Queich durchflossen werden, sowie Birkweiler im Osten und Ranschbach im Süden; letzteres hat lediglich kleine Anteile der Südflanke und wird vom Queich-Zufluss Ranschbach durchflossen. Über den Berggipfel verläuft die Grenze von Annweiler und Birkweiler. Nördlich des Berges liegt an der Queich als Stadtteil von Annweiler Queichhambach. In Richtung Südsüdwesten leitet der Bergsattel Zollstock (344,4 m) zum Förlenberg (Fehrlenberg; 533,1 m) über.

### Naturräumliche Zuordnung
Der Hohenberg gehört in der naturräumlichen Haupteinheitengruppe Haardtgebirge (Nr. 17) und in der Haupteinheit Dahn-Annweiler-Felsenland (171) zur Untereinheit Annweiler-Albersweiler-Ausraum (171.0).

## Schutzgebiete
Bis auf die Nordostflanke des im Biosphärenreservat Pfälzerwald-Vosges du Nord gelegenen Hohenbergs reichen Teile des Naturschutzgebiets Haardtrand – Auf dem Kirchberg (CDDA-Nr. 163441; 1991 ausgewiesen; 83,66 ha groß) und solche des Fauna-Flora-Habitat-Gebiets Biosphärenreservat Pfälzerwald (FFH-Nr. 6812-301; 359,97 km²).

## Höhensiedlung
2015 wurde auf dem Hohenberg eine befestigte Höhensiedlung der Urnenfelderkultur ergraben. Ein Sondengänger hatte nach dem Fund von Armringen, Beilen und Sicheln die GDKE informiert, die bei weiteren Untersuchungen einen Burgwall und darunter Pfeil- und Lanzenspitzen aus Bronze aus der Zeit zwischen dem elften und dem neunten Jahrhundert vor Christus fand. Anhand der Lage der Bronzegegenstände wird davon ausgegangen, dass es sich dabei um Bauopfer handelt.

## Sport und Freizeit
Am Westende der Gipfelregion liegt der Schumacherfelsen. Auf diesen haben sich Drachenflieger zwei Startrampen gebaut. Von dort aus hat man freie Sicht auf die drei Burgen Trifels, Anebos und Scharfenberg. Auf der Nordwestseite liegt ein Startplatz für Gleitschirmflieger.

## Infrastruktur
An seinem Nordwesthang befindet sich das Gut Hohenberg, das als Schul- und Seminarbauernhof der Stiftung Ökologie & Landbau dient. Auf seinem Gipfel steht der neun Meter messende Hohenbergturm.

## Tourismus
Entlang seines Westhangs verläuft der Pfälzer Keschdeweg. Ebenfalls über den Hohenberg verläuft der zu den sogenannten Saar-Rhein Wanderwegen zählende Weg mit der Kennzeichnung Schwarzer Punkt auf weißem Balken, der von Saarbrücken bis nach Rülzheim führt.

## Brauchtum
Die Feuerwehr Birkweiler veranstaltet jährlich das sogenannte Hohenbergfest, das eine Wanderung auf den Berg beinhaltet.